# Andrew Maxwell
Andrew Maxwell (nacido el 3 de diciembre de 1974) es un comediante irlandés , conocido por ser el narrador del reality show de MTV , Ex on the Beach .

## Vida personal
Maxwell nació en una familia metodista en Kilbarrack , Dublín .  Sus abuelos eran predicadores laicos, y fue educado en el templo de Mount Church Comprehensive School en Clontarf .
Maxwell vivió en Londres durante muchos años, y ahora reside en Kent con su esposa, con quien se casó en 2015, y sus tres hijos.  Apoya al equipo de fútbol escocés Hibernian FC , principalmente debido a la herencia irlandesa del club.

## Carrera
En 1992, Maxwell probó por primera vez una rutina de comedia en un club local dirigido por Ardal O'Hanlon .  El club era The Comedy Cellar en The International Bar en el centro de Dublín.  Dos años más tarde comenzó a jugar en el circuito internacional, principalmente en el Reino Unido.  Las máquinas tragamonedas de calentamiento en los programas de televisión británicos Jonathan Ross , Johnny Vaughan , y Ellos piensan que todo ha terminado pronto siguieron.  Desde 1995, hizo apariciones regulares en el Sunday Show de BBC Two , que se transmitió en vivo desde Manchester . 
Otros créditos para Maxwell incluyen RI: SE como corresponsal en Estados Unidos , un invitado habitual en un programa semanal de chat al estilo de comedia The Panel que se emitió en el canal de televisión irlandés RTÉ One desde 2003 hasta 2011, y apariciones regulares en programas de televisión británicos Nunca Cuidado con los Buzzcocks y se burlan de la semana .  Apareció en el Secret Policeman's Ball en 2006, mientras que un especial de Funny Cuts para E4 , llamado Andrew Maxwell - My Name Up In Lights se emitió ese mismo año.
En 2014, Maxwell apareció en Drunk History de Comedy Central y fue el narrador de Ex on the Beach , una serie de televisión basada en la realidad de MTV .  Maxwell ha narrado todas las series desde el lanzamiento del programa.  En octubre de 2018, Maxwell apareció en el episodio irlandés de la serie de televisión de HISTORY Al Murray: ¿Por qué todos odian a los ingleses junto con el presentador Al Murray ?  Maxwell también apareció en la serie de BBC Radio 4 "The News Quiz". 
Maxwell fue elegido como el "Rey de la comedia" en el reality show del mismo nombre de Channel 4 .  En 2007 fue nominado para el premio if.comedy al mejor espectáculo en el Edinburgh Fringe. 
Maxwell también presenta su propio concierto de comedia semanal Fullmooners , que tiene lugar principalmente en Londres, pero también realiza giras alrededor de festivales de comedia como Edimburgo .  Ha presentado cómics como Russell Brand , Simon Pegg , Tommy Tiernan y Ed Byrne .  También cuenta con bailarines y cantantes.

### Lanzamientos de DVD
| Título                   | Publicado               | Notas                 |
| ------------------------ | ----------------------- | --------------------- |
| Vivir en Dublin          | 25 de julio de 2012     | Vivir en Dublín       |
| Revolución de conflictos | 5 de diciembre de 2008  | Vivir en edimburgo    |
| Ponche de una pulgada    | 22 de noviembre de 2010 | Vivir en vicar street |